# بلانكا (مرسية)
بلدية بلانكا (بالإسبانية: Blanca) هي بلدية تقع في منطقة مرسية جنوب شرق إسبانيا.

## الديموغرافيا
بلغ عدد سكان بلدية بلانكا 6.489 نسمة عام 2011 (وفقاً للمعهد الوطني الإسباني للإحصاء).
| 5.690 | 5.706 | 5.841 | 6.073 | 6.119 | 6.370 | 6.489 |

## توأمة
لبلانكا (مرسية) اتفاقيات توأمة مع:
- أنغويلارا سابازيا